# Montserrat Martorell
Montserrat Martorell (Buenos Aires, 30 de mayo de 1988) es una periodista y escritora chilena. 

## Biografía
Nacida en Argentina, de padres chilenos. Montserrat Martorell siempre quiso dedicarse a escribir. Titulada de periodista en la Universidad Diego Portales, donde también estudió un diplomado en Pensamiento Contemporáneo: Filosofía y Pensamiento Político.
En 2013 viajó a España para estudiar un Máster de Escritura Creativa en la Universidad Complutense de Madrid. Tres años más tarde fue candidata a Doctora en Literatura Hispanoamericana por la misma casa de estudios.
En el ámbito profesional, Montserrat Martorell trabajó como periodista en distintos medios de comunicación, tales como la revista El Periodista y la Radio Universidad de Santiago, ambos en Chile. Actualmente se dedica a la docencia en la Universidad Alberto Hurtado.
En 2016 lanzó La última ceniza, su primera novela escrita en sus años en España, y que recibió el Premio Lector 2017 en la categoría Novela, un galardón otorgado por el gremio de libreros en Chile. En 2018 publicó su segunda novela, Antes del después, editada por LOM Ediciones. 

## Obras
- La última ceniza (2016)
- Antes del después (2018)
- Empezar a olvidarte (2021)